# Пантелидис, Пантелис
Пантелис Пантелидис (греч. Παντελής Παντελίδης; 23 ноября 1983, Афины — 18 февраля 2016, там же) — греческий поп-певец, автор песен, который стал известным благодаря YouTube.

## Биография
Родился в Афинах, вырос в Неа-Ионии, Аттика. Служил на флоте, но ушёл в отставку, решив посвятить себя музыке. Не имел музыкального образования, также никогда не учился вокалу, самостоятельно освоил игру на гитаре и самостоятельно научился сочинять мелодии. Профессионально пел с 24 лет. В течение пяти лет пел в небольших клубах. Записи исполнения своих песен загружал на видеоресурс YouTube, и вскоре у него появились поклонники. Видео Пантелиса имеют более 40 000 000 просмотров.

#### Творческая карьера
Настоящий успех и общенациональное признание пришли к Пантелису Пантелидису летом 2012 года, когда вышел его первый сингл «Δεν ταιριάζετε σου λέω» под лейблом EMI. Песня стала рекордсменом просмотров на YouTube за первые 24 часа в Греции и стала радиохитом Греции. 23 июня 2012 состоялось первое профессиональное выступление Пантелидиса на сцене Fix в Салониках.
После большого успеха сингла «Δεν ταιριάζετε σου λέω» 3 сентября 2012 г. состоялся релиз новой песни «Συνοδεύομαι», на которую был снят видеоклип под лицензией EMI Music Greece. На ресурсе iTunes песню за первые 24 часа загрузили рекордное для греческой эстрады количество раз.
В декабре 2012 года вышел первый альбом певца «Alkoolikes i nihtes» (греч. Αλκοολικές οι νύχτες). Зимой 2012—2013 года Пантелис выступал рядом с Василисом Каррасом и Паолой в Teatro Music Hall в Афинах. Премьера программы состоялась 30 ноября 2012. Костас Бертакис, обладатель клуба Teatro Music Hall, делал ставку на Пантелидиса, хотя многие сомневались и говорили, что он рискует. Но успех программы превзошёл все ожидания. Каждое выступление зрители заполняли зал до отказа, располагаясь даже в проходах. Во время выступления артистов у здания Teatro было просто столпотворение. Программа шла почти 6 месяцев и завершилась 27 апреля 2013 года. С 9 мая 2013 Каррас — Паола — Пантелидис продолжили выступления в Салониках в Politia live clubbing. 6 июня 2013 состоялась официальная церемония, посвященная достижению альбомом «Alkoolikes i nihtes» дважды платинового статуса. С 2 по 11 августа 2013 года Пантелидис дает 7 концертов на Кипре: в Никосии, 4 концерта в Лимасоле, в Ларнаке и благотворительный концерт в Пафосе. Аншлаг сопровождал все выступления певца. Журналисты отмечали, что ни один начинающий певец не имел такого успеха на Кипре за последние 10 лет. 30 сентября 2013 года состоялась премьера новой песни Пантелидиса «Γίνεται», это первый сингл с нового альбома певца, выпуск которого ожидался в октябре.
Второй студийный альбом певца «Ουράνιο Τόξο Που Του Λείπανε 2 Χρώματα» был выпущен 31 октября 2013 в EMI Music Greece. В альбом вошли 14 песен, автором музыки и текста которых является Пантелис Пантелидис. В течение первых суток после выпуска альбом поднялся на первое место в чарте продаж iTunes. За первые пять дней песни из альбома «Ουράνιο Τόξο Που Του Λείπανε 2 Χρώματα» были пересмотрены более 8 000 000 раз на YouTube. Это личный рекорд певца. Зимой 2013—2014 годов Пантелидис продолжает сотрудничать с Йоргосом Мазонакисом и Паолой на сцене Teatro Music Hall в Афинах. Премьера программы состоялась 18 октября 2013 года. Рядом с ними выступали Stan и Тамта. 8 марта артисты завершили свою программу в Афинах, а уже 14 марта начали выступления в Салониках в клубе Πύλη Αξιού. С 25 апреля 2014 Пантелидис возобновляет выступления в Teatro Music Hall, но теперь с Плутархосом. После успешных выступлений они продолжают дальнейшее сотрудничество. В начале июня 2014 Пантелидис написал для Плутархоса песню «Ναρκοπέδιο η ζωή μου», которая имела огромный успех у слушателей.
Третий альбом Пантелидиса «Α 'μέρος» (часть I) выпущен в 2014 году. И сразу же был продан в 130 000 экземпляров. Альбом выпущен под лицензией MINOS EMI.
Вторая часть альбома «Β 'μέρος» была представлена весной 2015 года. Она включает в себя 8 новых песен, среди которых «Πυρκαγιά», «Μόλις Χώρισες», «Πάρα πολύ», «Κι εγώ σ'αγαπώ», которые сразу же стали хитами на радио. Альбом стал мультиплатиновым. Награждение диска произошло 29 мая 2015 в клубе Fantasia Live. По данным на 21 мая 2015 объём продаж трех дисков Пантелидиса превысил 500 000 экземпляров. Зимой 2014—2015 Пантелис выступает в Teatro Music Hall вместе с Паолой и Мазонакисом.
6 апреля 2015 года Пантелис Пантелидис завершил выступления в Teatro Music Hall, а уже 24 апреля состоялась премьера программы в клубе Fantasia Live, в которой Пантелидис пел с Эленой Фурейрой и вместе Melisses. Гостями премьеры был Антонис Ремос и Анна Висси. 27 июня Пантелидис проводит последний концерт на сцене Fantasia Live и вскоре начинает свой летний тур по Греции и Кипру.
Осенью 2015 певец представил совместную программу с Костасом Мартакисом в Салоникском клубе «Πύλη Αξιού». Премьера программы состоялась 27 ноября. Только из Афин на премьеру в Салоники приехали 350 фанатов Пантелидиса. Накануне Пантелидис представляет свою новую песню «Της καρδιάς μου το γραμμένο», она вышла 25 ноября, а премьера песни состоялась на радио Sfera 102,2 во время утреннего эфира 23 ноября 2015. Режиссёр Константинос Ригос снял видеоклип на песню на полуострове Мани, в живописном поселке Вафья. Клип впервые вышел в эфир 15 января. 19 февраля 2016 должна была стартовать программа Пантелидиса с Деспиной Ванди и Костасом Мартакисом в афинском Teatro Music Hall, однако певец погиб в автокатастрофе накануне 18 февраля.
Работа над пятым диском, выход которого ожидался в начале 2016 года, была практически завершена.
В течение 4-х лет музыкальной карьеры певец неоднократно выступал за пределами Греции. В начале декабря 2012 вместе с Паолой и Каррасом осуществил концертный тур по США и Канаде, выступал в Вашингтоне, Чикаго, Нью-Йорке и Торонто. В октябре 2014 Пантелидис выступал в Германии в Ганновере, Дюссельдорфе, Штутгарте и Мюнхене. 13 мая 2015 года состоялся концерт в Нюрнберге. 2 декабря 2015 в Болгарии, в Софии. На 7 и 8 мая 2016 были запланированы концерты в Австралии с Антонисом Ремосом, билеты на которые были распроданы ещё в январе.

## Трагическая гибель

#### Критика накануне
Накануне гибели певца в СМИ Кипра поднялась волна возмущения по поводу впервые исполненной им песни 12 февраля 2016 года во время благотворительного выступления в Никосии. В тексте песни девушка ради обеспеченной, беззаботной жизни выбирает турка и поселяется с ним в ТРСК, «продав Родину», её автор сравнивает с «плохим цыпленком, что бродит по оккупированной земле». С резкой критикой в эфире телевидения и в соц.сетях выступил Йоргос Феофанус (киприот по происхождению), в частности добавив в конце обращения: «Вероятно, надеюсь… он (Пантелидис) ни к кому не прислушается и будет жить менее счастливо». В утренней программе To Proino на канале ANT1 ведущие Феи Скорда и Арис Кавадзикис также обвинили Пантелиса, используя довольно обидные сравнения, в причиненной обиде и, в конце концов, элементарной необразованности. Другой ведущий программы Фемис Георгандас настаивал на обычном недоразумении, назвав Пантелидиса «блестящим исполнителем лаиков… О чём вы говорите? Осуждаете его?.. Это просто неудачный момент». Затем в прямом эфире возник горячий спор между Кавадзикисом с Феей Скордой и Георгондасом, который опубликовали на других телеканалах, печатных СМИ и социальных сетях.
16 февраля Пантелидис разъяснил, что написал обычную песню о любви, специально для этого выступления в Никосии и посвятил братскому народу — грекам-киприотам, а также извинился и отозвал песню от дальнейшего исполнения и записи. Однако досадное недоразумение активно муссировалось вплоть до вечера 17 февраля как в кипрских, так и в греческих СМИ. По словам главы пресс-службы Пантелиса Пантелидиса и Teatro Music Hall — Хариса Лебедакиса, инцидент с новой песней на Кипре чрезвычайно неприятно поразил и продолжал морально подавлять певца.
Пользователи социальных сетей ещё от 16 февраля обвиняли Скорду и Феофануса в борьбе лишь за собственные рейтинги и ничем не оправданные оскорбления в адрес Пантелидиса. После похорон 20 февраля его мать Афина прямо обвинила Фею Скорду, Йоргоса Феофануса и Ариса Кавадзакиса в публичной травле её сына, что могло стать причиной его трагической смерти («Они его съели»).

#### Авария
Пантелис Пантелидис погиб 18 февраля 2016 года в результате ДТП. Авария произошла на участке дороги от восточного аэропорта Еллиникон до проспекта Вулиагменис в 8:20 утра, когда артист возвращался домой после генеральной репетиции новой программы за рулем чёрного Mercedes ML, который несколько дней назад приобрел у своего товарища и знаменитого исполнителя Антониса Ремоса. Ранее Пантелидис управлял двухместным Smart’ом. По мнению знакомых, нехватка опыта в управлении авто могла стать причиной автокатастрофы. 22 февраля 2016 года обнародован отчет судебной экспертизы: смертельная травма была нанесена гнутым металлическим листом придорожного отбойника, который уже не отвечал требованиям безопасного дорожного движения. Отбойники такого типа должны были планово быть заменены несколько лет назад, но этого не произошло из-за нехватки бюджетных средств.
Кроме водителя, в авто находились двое пассажиров — 21-летняя Ефросиния «Фросо» Кириаку (размещалась на сидении возле водителя, была пристегнута ремнем безопасности) и 30-летняя Мирсини «Мина» Арнаути (находилась на заднем сидении, была не пристегнута ремнем безопасности). Фросо Кириаку получила относительно легкие травмы. Девушка также сообщила, что в момент, когда столкновение было неизбежно, Пантелидис прикрыл её своим телом, тем самым спасая её жизнь. А за жизнь Арнаути врачи боролись несколько суток. Серьезные ранения девушке нанесли погнутые металлические фрагменты крыши авто. После нескольких продолжительных операций, которые длились около 48 часов, её держали в состоянии медикаментозной комы, стоял также вопрос об ампутации нижних конечностей.
По предварительным данным полиции, обнародованным в первые же часы после аварии, Пантелидис не справился с управлением, автомобиль двигался на скорости до 150 км/ч, подушки безопасности сработали как следует. 19 февраля было обнародовано заключение экспертов, которые утверждали, что максимальная скорость авто составляла 80—85 км/ч. После первого удара около 40 м автомобиль продолжал биться о бетонные отбойники, высота которых составляла 40—50 см, в итоге автомобиль вылетел, вероятно, перевернулся в воздухе и приземлился на крышу. Пантелис Пантелидис погиб мгновенно, спасатели доставили его в больницу Асклипио Вулас (центральная больница), врачам оставалось лишь констатировать смерть.
Несмотря на то, что в больницу долгое время не допускали посторонних, папарацци настойчиво пытались проникнуть внутрь. Одного из них — журналиста Стратиоса Лимниоса — избили знакомые и поклонники творчества Пантелидиса. Семья Пантелиса также подала ходатайство в прокуратору для назначения дополнительной независимой токсикологической экспертизы и экспертизы автомобиля, подозревая злонамеренное вмешательство третьих лиц.

#### Память
Одними из первых в прямом эфире о гибели певца сообщили в утреннем шоу «Καλημερούδια» ведущие Доретта Пападимитриу и Костас Мартакис. Оба не смогли сдержать слез и покинули эфир, передав студию другим журналистам. Ещё в середине дня 18 февраля у дома по ул. Силивриас, где живёт семья Пантелиса Пантелидиса, в Неа-Иония начали собираться его поклонники, оставляя послания на витринах киоска OPAP (им управляют родители Пантелиса). Некоторые звезды греческой эстрады начали сообщать об отмене выступлений в следующие выходные в знак траура, в частности Антонис Ремос, Василис Каррас и Йоргос Мазонакис, Панос Киамос, Нотис Сфакианакис (СМИ длительное время освещали творческие непримиримые конфликты Сфакианакиса с одной стороны и Пантелидиса, Ремоса — с другой). В официальном сообщении Василис Каррас заметил, что «потерял сына». Слова соболезнования семье и фан-сообществу выразили близкий товарищ Пантелидиса Антонис Ремос, Сакис Рувас, Йоргос Даларас, Деспина Ванди, Никос Вертис (диск Вертиса нашли в проигрывателе разбитого в аварии автомобиля), Никос Икономопулос, Йоргос Сабанис, Елена Папаризу, STAN, Христос Менидиатис, группа Melisses, Stavento, Христос Холидис, Амариллис, Йоргос Цаликис, Тамта; слова соболезнования появились также на страницах музыкальных учреждений, муниципальных театров и т. п. и даже на официальном сайте ФК АЕК и Специальных Сил ВМФ Греции (греч. Ειδικες Δυναμεις Ε.Σ), в рядах которых Пантелис Пантелидис служил 10 лет. В знак траура официальные страницы Teatro Music Hall и многих коллег в социальных сетях изменили фото на чёрный цвет.
Погребение состоялось в 15 часов 20 февраля на кладбище Метаморфоси. В знак уважения Специальные Силы ВМФ Греции предложили хоронить Пантелиса Пантелидиса как офицера флота: его гроб покрывал бело-голубой флаг Греции (по флотской традиции), почетный контингент Военно-морской академии нес гроб. Похоронный оркестр составил коллектив музыкантов Пантелидиса, вместо традиционной мелодии исполнивший его песню «Είχα κάποτε μια αγάπη».
Предварительно с 10 до 14 часов длилось народное прощание в церкви Святого Спиридона в Неа-Ионии. Поклонники начали собираться утром во дворе храма, заполнили улицу Венизелоса и прилегающие улицы на пути к кладбищу. Многотысячное шествие (около 35 тысяч людей разного возраста из различных регионов Греции) неоднократно восхваляло артиста громкими аплодисментами, по всему району Неа-Ионии из частных автомобилей афинян громко звучали песни Пантелидиса.
Народное прощание, шествие и захоронение онлайн транслировалось национальным телеканалом STAR и, совместно с CNN Греции, каналом Livemedia на YouTube. Остальные национальные телеканалы регулярно делали прямое включение шествия.
Более 4 тыс. поклонников творчества Пантелидиса в социальной сети Facebook договорились 20 февраля в 20 часов встретиться на месте автокатастрофы, на проспекте Вулиагменис, чтобы оставить цветок и почтить память Пантелидиса минутой молчания. Акция состоялась, как и планировалось. Участок съезда на проспекте Вулиагменис, где произошла авария, заполнили поклонники творчества Пантелиса Пантелидиса. Они возлагали цветы и зажигали свечи. Под аплодисменты и звук автомобильных клаксонов звучали песни Пантелиса.